# Малина 'Журавлик'
Мали́на 'Журавлик' — ремонтантный сорт малины раннего срока созревания, универсального назначения. Включён в Государственный реестр селекционных достижений по Средневолжскому региону. 

## Биологическое описание
Куст высокий, мощный, слабораскидистый. 
Побеги мощные, от прямостоячих до слабораскидистых. Побегопроизводительность средняя. Двухгодичные стебли светло-коричневые, прямые, почти гладкие, шиповатость только внизу. Шипы короткие, средние, прямые, светло-коричневые, с основанием того же цвета. Однолетние побеги пурпуровые с солнечной стороны, со слабым восковым налетом, опушение отсутствует. Шипы пурпуровые с основаниями. 
Листья крупные, темно-зеленые, среднеморщинистые, среднескрученные, со слабым опушением, со среднеострыми зубчиками. 
Цветки средние, тычинки ниже пестиков.
Плоды тупоконические, красные, со слабым опушением, с нежной сладко-кислой с ароматом мякотью, средней массой 2 г. Средняя урожайность 20,7 ц/га. Дегустационная оценка: 4,7 балла.
Морозоустойчивость средняя.

## В культуре
См.: Ремонтантная малина.